# Pokémon Journeys: the Series (temporada)
Pokémon Journeys: The Series, é a vigésima terceira do anime Pokémon,  e a primeira temporada de Pokémon Journeys: The Series, conhecido no Japão como Pocket Monsters (ポケットモンスター, Pocket Monsters). A temporada estreou em 17 de novembro de 2019 no Japão. Esta temporada segue as aventuras de Ash Ketchum e seu parceiro Pikachu; Goh e seu parceiro Scorbunny, que acompanham Professor Cerejeira, um Pesquisador Pokémon no Laboratório Cerejeira em Vermillion City na região de Kanto, ele supervisiona as missões de bolsa de Ash e Goh, enquanto viajam por todas as oito regiões (incluindo a nova região de Galar de Pokémon Sword e Shield), que descobrem o mundo de Pokémon, e as vezes viaja com eles, a Chroe, a filha do professor de Cerejeira e a amiga de infância de Goh. No Brasil, foi exibido no dia 5 de outubro de 2020 no canal Cartoon Network, um episódio por semana toda segunda, até final de abril e quatro episódios por semana, a partir de 1° de junho, com o título de Jornadas Pokémon, e no dia 1° de julho de 2021 ficou disponível no serviço de streaming Netflix, com o título de Série Jornadas Pokémon. Em Portugal, foi exibido no dia 16 de novembro de 2020 no canal Biggs e no dia 1° de junho de 2021 no canal Panda Kids, com o título Jornadas Pokémon: A Série.

## Episódios
| EP#  | EP#    | Título em Português Brasileiro Título em Português Europeu Título Original | Na transmissão | Na transmissão                                                        |
| #    | #      | Título em Português Brasileiro Título em Português Europeu Título Original | Japão          | Brasil Portugal                                                       |
| ---- | ------ | --- | -------------- | --------------------------------------------------------------------- |
| 1097 | PJ–001 | "A Chegada de Pikachu!" "Entra o Pikachu! Pikachu Is Born!" "Pikachū tanjō! (ピカチュウ誕生！)" | 17/11/2019     | 5/10/2020 Cartoon Network / 01/07/2021 Netflix 16/11/2020 Biggs       |
| 1098 | PJ–002 | "Lendário? Sim! Amigos? Sim! Lendário? Vamos! Amigos? Vamos! Satoshi, Go, and Lugia Go!" "Satoshi to Gō, rugia de gō! (サトシとゴウ、ルギアでゴー！)"                                                 | 24/11/2019     | 12/10/2020 Cartoon Network / 01/07/2021 Netflix 17/11/2020 Biggs      |
| 1099 | PJ–003 | "A Torre Misteriosa de Ivysaur! Fushigisou is a Fushigi?" "Fushigisō tte fushigida ne? (フシギソウってフシギだね？)"                                                                                  | 1/12/2019      | 19/10/2020 Cartoon Network / 01/07/2021 Netflix 18/11/2020 Biggs      |
| 1100 | PJ–004 | "Acertando as Contas! Acertar as Contas com Scorbunny Let's Go to the Galar Region! An Encounter with Hibanny!!" "Ikuze Gararu Chihō! Hibanī to no deai!! (行くぜガラル地方！ヒバニーとの出会い！！)" | 8/12/2019      | 26/10/2020 Cartoon Network / 01/07/2021 Netflix 19/11/2020 Biggs      |
| 1101 | PJ–005 | "Dinamax Surpreendente! Dinamax Alucinante!" "Kabigon kyodai ka!? daimakkusu no nazo!! (カビゴン巨大化！？ダイマックスの謎！！)"                                                                      | 15/12/2019     | 2/11/2020 Cartoon Network / 01/07/2021 Netflix 20/11/2020 Biggs       |
| 1102 | PJ–006 | "Não Desistirei de Mew! Todos os Pokémon até Chegar ao Mew!" "Pokemon tairyō getto daze! Myū e no michi!! (ポケモン大量ゲットだぜ！ミュウへの道！)"                                                   | 22/12/2019     | 9/11/2020 Cartoon Network / 01/07/2021 Netflix 23/11/2020 Biggs       |
| 1103 | PJ–007 | "A Copa da Flauta! Apresentamos a Taça Flauta!" "Gekitō no Hōen chihō! Chōsen batoru furontia!! (激闘のホウエン地方！挑戦バトルフロンティア！)"                                                       | 29/12/2019     | 16/11/2020 Cartoon Network / 01/07/2021 Netflix 24/11/2020 Biggs      |
| 1104 | PJ–008 | "A Corrida do Iceberg! A Corrida do Icebergue de Sinnoh!" "Makeruna Potchama! Shinō chihō ryū hyū shī su!! (負けるなポッチャマ！シンオウ地方の流氷レース！！)"                                        | 12/1/2020      | 23/11/2020 Cartoon Network / 01/07/2021 Netflix 25/11/2020 Biggs      |
| 1105 | PJ–009 | "Encontrando Uma Lenda! Encontrar Uma Lenda!" "Ano hi no chikai! Jōto chihō no Hōō densetsu!! (あの日の誓い！ジョウト地方のホウオウ伝説！！)"                                                         | 19/1/2020      | 30/11/2020 Cartoon Network / 01/07/2021 Netflix 26/11/2020 Biggs      |
| 1106 | PJ–010 | "Um Teste no Paraíso!" "Kairyū no rakuen, Hakuryū no shiren! (カイリューの楽園、ハクリューの試練！)"                                                                                                  | 26/1/2020      | 7/12/2020 Cartoon Network / 01/07/2021 Netflix 27/11/2020 Biggs       |
| 1107 | PJ–011 | "Melhor Amigo... Pior Pesadelo!" "Koharu to Wanpachi to, tokidoki, Gengā (コハルとワンパチと、時々、ゲンガー)"                                                                                        | 2/2/2020       | 14/12/2020 Cartoon Network / 01/07/2021 Netflix 30/11/2020 Biggs      |
| 1108 | PJ–012 | "Batalha de Titãs! Confronto dos Titãs!" "Daimakkusu batoru! Saikyō ōja Dande!! (ダイマックスバトル！最強王者ダンデ！！)"                                                                             | 9/2/2020       | 21/12/2020 Cartoon Network / 01/07/2021 Netflix 01/12/2020 Biggs      |
| 1109 | PJ–013 | "A Batalha Para Ser o Melhor! A Escalada Para Ser Mais Que Perfeito!" "Satoshi tai dande! Saikyō e no michi! ! (サトシ対ダンデ！最強への道！！)"                                                      | 16/2/2020      | 28/12/2020 Cartoon Network / 01/07/2021 Netflix 02/12/2020 Biggs      |
| 1110 | PJ–014 | "Batalha de Reide nas Ruínas! Combate Raide nas Ruínas!" "Hatsu isshu chihō! Iseki de reidobatoru! ! (初イッシュ地方！遺跡でレイドバトル！！)"                                                        | 23/2/2020      | 4/1/2021 Cartoon Network / 01/07/2021 Netflix 03/12/2020 Biggs        |
| 1111 | PJ–015 | "Procurando em Um Dia de Neve! Busca Num Dia de Neve!" "Yuki no hi, Karakara no hone wa doko? (雪の日、カラカラのホネはどこ？)"                                                                       | 1/3/2020       | 11/1/2021 Cartoon Network / 01/07/2021 Netflix 04/12/2020 Biggs       |
| 1112 | PJ–016 | "Uma Maldição Assustadora! Uma Maldição Arrepiante!" "Norowareta Satoshi...! (呪われたサトシ…！)" | 8/3/2020       | 18/1/2021 Cartoon Network / 01/07/2021 Netflix 07/12/2020 Biggs       |
| 1113 | PJ–017 | "Chutando Daqui Até Amanhã! Pontapé de Saída Para o Futuro!" "Hibanī, honō no kikku! Asunimukatte! ! (ヒバニーと進化形のともだち！？)"                                                                | 15/3/2020      | 25/1/2021 Cartoon Network / 01/07/2021 Netflix 08/12/2020 Biggs       |
| 1114 | PJ–018 | "Destino: Coroação!" "Satoshi sansen! Pokémon wārudo chanpionshippusu! ! (サトシ夢戦!ポケモンワールドチャンピオンシップス！)"                                                                         | 22/3/2020      | 1/2/2021 Cartoon Network / 01/07/2021 Netflix 09/12/2020 Biggs        |
| 1115 | PJ–019 | "Talento Para Imitação! Talento Para a Imitação!" "Watashi wa metamon! (ワタシはメタモン！)" | 29/3/2020      | 8/2/2021 Cartoon Network / 01/07/2021 Netflix 10/12/2020 Biggs        |
| 1116 | PJ–020 | "Sonhos São Feitos Disso! Os Sonhos São Feitos Disto!" "Yume e mukatte gō! Satoshi to Gō!! (夢へ向かってゴー！サトシとゴウ！)"                                                                        | 5/4/2020       | 15/2/2021 Cartoon Network / 01/07/2021 Netflix 11/12/2020 Biggs       |
| 1117 | PJ–021 | "Em Busca de um Mistério! A Cuidar de um Mistério!" "Todoke-ha shirube! Satoshi to fushigina tamago!! (とどけ波導！サトシと不思議なタマゴ！！)"                                                       | 12/4/2020      | 22/2/2021 Cartoon Network / 01/07/2021 Netflix 14/12/2020 Biggs       |
| 1118 | PJ–022 | "Adeus, Amigo!" "Sayōnara, Rabbifuto! (さようなら、ラビフト！)" | 19/4/2020      | 1/3/2021 Cartoon Network / 01/07/2021 Netflix 15/12/2020 Biggs        |
| 1119 | PJ–023 | "Pânico no Parque!" "Dai panikku! Sakuragipāku!! (大パニック！サクラギパーク！！)" | 7/6/2020       | 8/3/2021 Cartoon Network / 01/07/2021 Netflix 16/12/2020 Biggs        |
| 1120 | PJ–024 | "Relaxar e Repousar! Umas Férias Para a Team Rocket!" "Yasume! Roketto-dan!! (休め！ロケット団！！)"                                                                                                  | 14/6/2020      | 15/3/2021 Cartoon Network / 01/07/2021 Netflix 17/12/2020 Biggs       |
| 1121 | PJ–025 | "Uma Reunião no Festival! Um Reencontro no Festival!" "Inochi bakuhatsu batorufesu! VS megarukario!! (命爆発バトルフェス！VSメガルカリオ！！)"                                                        | 21/6/2020      | 22/3/2021 Cartoon Network / 01/07/2021 Netflix 01/06/2021 Panda Kids  |
| 1122 | PJ–026 | "Nade, Pule e Conquiste a Vitória! / Coroação de Slowking! Chapinhar e Saltar Alto Pela Coroa!" "Hanero! Koiking / Kabure! Yadokingu (はねろ！コイキング・かぶれ！ヤドキング)"                        | 26/6/2020      | 29/3/2021 Cartoon Network / 01/07/2021 Netflix 01/06/2021 Panda Kids  |
| 1123 | PJ–027 | "Resistindo! Sempre Mais Forte!" "Hideodensetsu! Dande saikyō batoru! ! (英雄伝説！ダンデ最強バトル！！)"                                                                                             | 5/7/2020       | 5/4/2021 Cartoon Network / 01/07/2021 Netflix 02/06/2021 Panda Kids   |
| 1124 | PJ–028 | "Sobble Chorão!" "Mesomeso messon (めそめそメッソン)" | 12/7/2020      | 12/4/2021 Cartoon Network / 01/07/2021 Netflix 02/06/2021 Panda Kids  |
| 1125 | PJ–029 | "Uma Visita Inesperada! Um Novo Elemento na Família!" "Pachipachi yaki mochi! Wanpachi no ki mochi (パチパチやきもち！ワンパチのきもち)"                                                              | 19/7/2020      | 19/4/2021 Cartoon Network / 01/07/2021 Netflix 03/06/2021 Panda Kids  |
| 1126 | PJ–030 | "Abandonado e Resgatado! Abandonado e Angustiado!" "Iyaiya Pikachū, Yareyare Bariyādo (いやいやピカチュウ)"                                                                                           | 26/7/2020      | 26/4/2021 Cartoon Network / 01/07/2021 Netflix 03/06/2021 Panda Kids  |
| 1127 | PJ–031 | "Excesso de Fofura! O Fator Fofura!" "Hinbasu no Kireina Uroko (ヒンバスのきれいなウロコ)" | 2/8/2020       | 1/6/2021 Cartoon Network / 01/07/2021 Netflix 04/06/2021 Panda Kids   |
| 1128 | PJ–032 | "Uma Viagem Pelo Tempo! Amizade Intemporal!" "Serebī ji o Koeta Yakusoku (セレビィ 時を超えた約束)"                                                                                                   | 9/8/2020       | 2/6/2021 Cartoon Network / 01/07/2021 Netflix 04/06/2021 Panda Kids   |
| 1129 | PJ–033 | "Trocar, Emprestar e Surrupiar! Trocar, Pedir Emprestado e Roubar!" "Pokémon kōkan shimasen ka? (ポケモン交換しませんか？)"                                                                           | 16/8/2020      | 3/6/2021 Cartoon Network / 01/07/2021 Netflix 07/06/2021 Panda Kids   |
| 1130 | PJ–034 | "Solitária e Ameaçadora!" "kokō no tōshi sai tō ! Otosupasu no kyōi! ! (孤高の闘士サイトウ！オトスパスの脅威！！)"                                                                                    | 23/8/2020      | 7/6/2021 Cartoon Network / 01/07/2021 Netflix 07/06/2021 Panda Kids   |
| 1131 | PJ–035 | "Temos Que Pegar o Quê? Eu Vou Apanhar Um Quê?!" "Pikachu gettoda ze!! (ピカチュウ, ゲットだぜ！！)"                                                                                                  | 30/8/2020      | 8/6/2021 Cartoon Network / 01/07/2021 Netflix 08/06/2021 Panda Kids   |
| 1132 | PJ–036 | "Batalhando na Areia! Fazer Combates na Areia!" "Satoshi to Gō, Sunaji goku kara hai agare (サトシとゴウ、砂地獄から這い上がれ！)"                                                                    | 6/9/2020       | 9/6/2021 Cartoon Network / 01/07/2021 Netflix 08/06/2021 Panda Kids   |
| 1133 | PJ–037 | "A Minha Antiga Turma! O Novo e Velho Grupo de Amigos!" "taidama! hajimemashite, arōra ! (ただいま！はじめましてアローラ！)"                                                                          | 13/9/2020      | 10/6/2021 Cartoon Network / 01/07/2021 Netflix 09/06/2021 Panda Kids  |
| 1134 | PJ–038 | "Restaurar e Renovar! Reconstituir e Renovar!" "Kiseki no Fukugen, Kaseki no Pokémon! (奇跡の復元、化石のポケモン!)"                                                                                  | 20/9/2020      | 14/6/2021 Cartoon Network / 01/07/2021 Netflix 09/06/2021 Panda Kids  |
| 1135 | PJ–039 | "Chave de Tentáculos no Ginásio! Octoimpasse no Ginásio!" "Satoshi tai Saitō! Kōryaku Tako ga tame!! (サトシ対サイトウ！攻略たこがため！！)"                                                          | 27/9/2020      | 15/6/2021 Cartoon Network / 01/07/2021 Netflix 10/06/2021 Panda Kids  |
| 1136 | PJ–040 | "Uma Batalha de Reide Eletrizante! Um Combate Raide Eletrizante!" "VS sandā! densetsu reidobatoru!! (VSサンダー! 伝説レイドバトル!!)"                                                                 | 9/10/2020      | 16/6/2021 Cartoon Network / 01/07/2021 Netflix 10/06/2021 Panda Kids  |
| 1137 | PJ–041 | "Traduzindo Pikachu!/Até o Pescoço! A Traduzir Pikachu..." "Pikachuuatereko dai sakusen / Hanbun hanbun numakurō (ピカチュウアテレコ大作戦・半分はんぶんヌマクロー)"                                  | 16/10/2020     | 17/6/2021 Cartoon Network / 01/07/2021 Netflix 11/06/2021 Panda Kids  |
| 1138 | PJ–042 | "Espada e Escudo, Arvoredo Adormecido! Espada e Escudo, Bosque Adormecido!" "Sōdo & Shīrudo Ⅰ "Madoromi no mori" (ソード＆シールドⅠまどろみの森)"                                                     | 23/10/2020     | 21/06/2021 Cartoon Network / 01/07/2021 Netflix 11/06/2021 Panda Kids |
| 1139 | PJ–043 | "Espada e Escudo: O Dia Mais Sombrio!" "Sōdo & Shīrudo Ⅱ "Burakku naito" (ソード＆シールドⅡブラックナイト)"                                                                                           | 30/10/2020     | 22/06/2021 Cartoon Network / 01/07/2021 Netflix 14/06/2021 Panda Kids |
| 1140 | PJ–044 | "Espada e Escudo: "Daqui Até Eternatus!" Espada e Escudo: Daqui Até Eternatus!" "Sōdo & Shīrudo Ⅲ "Mugendaina" (ソード&シールドⅢ 「ムゲンダイナ」)"                                                   | 6/11/2020      | 23/06/2021 Cartoon Network / 01/07/2021 Netflix 14/06/2021 Panda Kids |
| 1141 | PJ–045 | "Espada e Escudo... A Lenda Desperta! Espada e Escudo... As Lendas Despertam!" "Sōdo & Shīrudo Ⅳ "Saikyō no Ken to Tate" (ソード&シールドⅣ 「最強の剣と盾」)"                                         | 13/11/2020     | 24/06/2021 Cartoon Network / 01/07/2021 Netflix 15/06/2021 Panda Kids |
| 1142 | PJ–046 | "É Muito Mais do Que Você Esperava! Um Combate Que Não Esperavam!" "Batoru & Getto! Myuutsū no Fukkatsu (バトル&ゲット！ミュウツーの復活)"                                                            | 20/11/2020     | 28/06/2021 Cartoon Network / 01/07/2021 Netflix 15/06/2021 Panda Kids |
| 1143 | PJ–047 | "Coroando o Comilão! Coroar o Comilão!" "Pokemonchanpion! Ōkui-ō kettei-sen! ! (ポケモンチャンピオン！大食い王決定戦！！)"                                                                            | 27/11/2020     | 29/06/2021 Cartoon Network / 01/07/2021 Netflix 16/06/2021 Panda Kids |
| 1144 | PJ–048 | "São Iguais... Praticamente! Por Um Triz... Quase!" "Hobo Hobo Pikachū Kikiippatsu! (ほぼほぼピカチュウ危機一髪！)"                                                                                   | 4/12/2020      | 30/06/2021 Cartoon Network / 01/07/2021 Netflix 16/06/2021 Panda Kids |

## Produção
A temporada estreou em 17 de novembro de 2019 no Japão com o primeiro episódio com duração de 1 hora. Ás 17:30 no horário local.
Na produção, houve uma mudança no responsável pela trilha sonora:
Yuki Hayashi subistitui: Shinji Miyazaki.
E com roteiristas como: Reiko Yoshida,
Shouji Yonemura,
Junichi Fujisaku,
Deko Akao (Hitomi Mieno),
Touko Machida,
Michihiro Tsuchiya,
Aya Matsui,
Yuka Miyata,
Akemi Omode,
Atsuhiro Tomioka entre outros.